# Semenovia
Semenovia là chi thực vật có hoa trong họ Apiaceae.